# Ctenactis echinata
Ctenactis echinata är en korallart som först beskrevs av Peter Simon Pallas 1766.  Ctenactis echinata ingår i släktet Ctenactis och familjen Fungiidae. IUCN kategoriserar arten globalt som livskraftig. Inga underarter finns listade i Catalogue of Life.